# Стојна Вангеловска
Стојна Вангеловска (рођена 5. фебруара 1964. године у Скопљу) бивша је југословенска и најпознатија македонска кошаркашица, која је играла на позицији бека шутера. Најпознатија по играма за репрезентацију Југославије на Олимпијским играма у Лос Анђелесу и Сеулу.

## Каријера
Кошарком је почела да се бави у родном Скопљу и прве сениорске минуте бележи у локалном клубу Студент. 1983. године прелази у Партизан где је играла две сезоне и освојила две титуле првака Југославије (1984. и 1985.) и један куп Југославије (1985). Највећи део своје каријере проводи у словеначком клубу Јежице где је такође освојила један куп Југославије (1989). Због рата напушта овај клуб и прелази у грчки Панатинаикос. Каријеру завршава у Македонији играјући за Кавадарце.

### Репрезентација
Била је дугогодишњи члан репрезентације Југославије, прво млађих категорија са којима је имала значајне успехе а затим и сениорске. Наступала је на две Олимпијаде 1984. и 1988. Највеће успехе забележила је на Олимпијским играма у Сеулу освојивши сребро, као и освојено сребро на првенству Европе 1987. године.

## Остало
Након завршетка играчке каријере наставила је да се бави тренерским радом. Била је члан међународног олимпијског комитета, као и Олимпијског комитета Македоније.